# دوغولوبغي (هاباروفسك)
دوغولوبغي (بالروسية: Дугулубгей) هي مدينة في مقاطعة خاباروفسك كراي في روسيا.
يبلغ عدد سكانها حوالي 20187   نسمة.